# Osservatorio Geisei
L’Osservatorio Geisei (in giapponese 芸 西 天文台?, Geisei tenmondai) è un osservatorio astronomico situato nel villaggio di Geisei nella prefettura di Kōchi, in Giappone. Viene utilizzato principalmente per osservare comete e asteroidi .
Lo strumento principale è un telescopio newtoniano con un'apertura di 60 cm e una lunghezza focale di 2,7 metri. Il responsabile dell'osservatorio è l'astronomo Tsutomu Seki.

## Ricerca e risultati scientifici
Presso il complesso, tra il 1981 e il 2008 sono stati scoperti 224 asteroidi e sono state realizzate numerose pubblicazioni.